# 15 cm ciężka haubica vz. 37
15 cm hrubá houfnice vz. 37 (czes. 15 cm ciężka haubica wz. 37) – czechosłowacka haubica skonstruowana pod koniec lat 30. XX wieku.
Na początku lat 30. w zakładach Škoda powstała haubica, która otrzymała fabryczne oznaczenie K1. W 1933 uruchomiono jej produkcję na eksport do Turcji, Rumunii i Jugosławii. Haubica K1 wzbudziła także zainteresowanie Wojska Czechosłowacji, ale przed zakupem zażądała ona wprowadzenia w konstrukcji działa szeregu modyfikacji. Wersja dla armii czechosłowackiej oznaczona jako K4 miała krótszą lufę i pneumatyczne opony. Ponieważ armia czechosłowacka zrezygnowała z trakcji konnej, K4 – w odróżnieniu od K1 – nie była do transportu rozkładana na dwie części.
Po wprowadzeniu drobnych modyfikacji K4 została przyjęta do uzbrojenia armii czechosłowackiej jako 15 cm hrubá houfnice vz. 1937. Według planów haubica vz. 37 miała zostać standardowym ciężkim działem kalibru 150 mm i zastąpić starsze konstrukcje tego typu. W chwili zajęcia Czechosłowacji przez nazistowskie Niemcy linie produkcyjne Škody opuszczały pierwsze kompletne haubice vz. 37.
Po testach Niemcy zdecydowali o kontynuowaniu produkcji haubic vz. 37 i przyjęciu ich do uzbrojenia pod oznaczeniem 15 cm schwere Feldhaubitze 37(t) (15 cm sFH 37(t)). Stały się one uzbrojeniem wielu jednostek artylerii dywizyjnej, rzadziej korpuśnej, w których zastępowały standardowe 15 cm schwere Feldhaubitze 18.
Haubice s.F.H.37(t) były używane przez jednostki niemieckie podczas kampanii francuskiej w 1940 i ataku na ZSRR w 1941. Po 1944 na uzbrojeniu Wehrmachtu pozostały nieliczne s.F.H.37(t) ponieważ większość wyprodukowanych dział została przekazana znajdującym się pod kontrolą niemiecką oddziałom działającym na terenie Jugosławii, oraz armii słowackiej.